# Cazalis (Landes)
Cazalis is een gemeente in het Franse departement Landes (regio Nouvelle-Aquitaine) en telt 131 inwoners (2004). De plaats maakt deel uit van het arrondissement Mont-de-Marsan.

## Geografie
De oppervlakte van Cazalis bedraagt 5,1 km², de bevolkingsdichtheid is 25,7 inwoners per km².
De onderstaande kaart toont de ligging van Cazalis (Landes) met de belangrijkste infrastructuur en aangrenzende gemeenten.

## Demografie
Onderstaande figuur toont het verloop van het inwonertal (bron: INSEE-tellingen).